# Puente de Besalú
El puente de Besalú es un puente románico que está situado en Besalú (provincia de Gerona, Cataluña, España) y cruza el río Fluviá.
En 1954 fue declarado Monumento Histórico-Artístico,
por lo que es Bien de Interés Cultural con categoría de Monumento.
A nivel autonómico, está catalogado por la Generalidad de Cataluña como Bien Cultural de Interés Nacional.

## Descripción

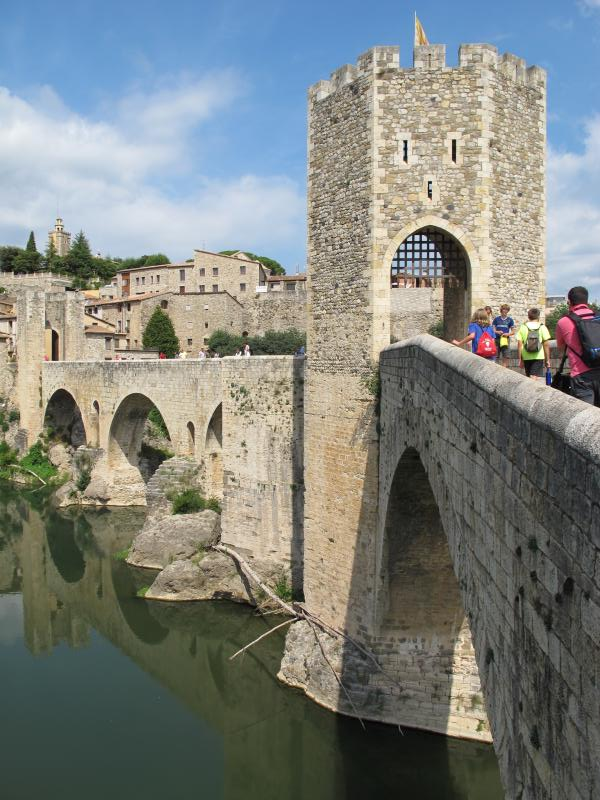
Vista del puente.

Se trata de un puente de forma angular con siete arcos desiguales (el primero queda incluido dentro del sector correspondiente al recinto amurallado), que están situados encima de pilares, muchos de ellos basados en la roca viva, con tajamares. Al final del primer tramo, entre el cuarto y el quinto arco, hay un ensanchamiento de la calzada y más adelante, entre el sexto y el séptimo, hay otro. El portal de acceso, fortificado, está sobrepuesto al primer pilar del puente.
Encima del quinto pilar se levanta la torre fortificada, de planta hexagonal con dos arcos de medio punto superpuestos, por el lado de levante, y con un arco apuntado y aspilleras en la cima, por el lado de poniente. En uno de los sillares del pilar central del segundo tramo, hay una piedra heráldica con la fecha 1680, lo que hace pensar en una restauración de gran envergadura o en una reconstrucción casi total del puente.

## Historia
El puente de Besalú es el resultado de varias reconstrucciones, reformas, añadidos y restauraciones, realizadas a lo largo de los siglos. La primera noticia que se tiene del puente es del año 1075. En 1284 se vuelve a hacer referencia al puente, al vender un huerto. Puede que el trazado inicial fuera otro, ya que aguas arriba hay restos de un pilar con sillares en la base similares a los del puente. Varios aguaceros (1315, 1321, 1433, 1421, 1669, 1771 y 1790) afectaron el puente de modo que fue necesario repararlo a menudo. En 1880 se derribó la torre del centro y el portal de acceso desde el pueblo para facilitar el paso de maquinaria necesaria para la industria local. En 1939, durante la Guerra Civil Española, se volaron dos arcos. Gracias a que fallaron las cargas se libró de su voladura por las tropas republicanas.